# Helicocephalidaceae
Helicocephalidaceae es un grupo de hongos zoopagales que parasitan pequeños animales, especialmente nemátodos o sus huevos. Contiene unos 3 géneros y 12 especies.
Presentan hifas vegetativas muy delgadas y cenocíticas que usan para invadir al animal parasitado, en donde se ampliarán. Sus esporas son unicelulares y habitan materia en descomposición. 